# Friede, Freude, Eierkuchen
Friede, Freude, Eierkuchen ist eine Redewendung, die eine nur oberflächlich intakte, scheinbar friedlich-sorglose Fassade innerhalb einer Gesellschaft beschreibt. Sie wird oft eingesetzt, um auszudrücken, dass man Probleme verdrängt, statt sie zu lösen. Der Ursprung dieser Redewendung ist nicht eindeutig geklärt. Die Gesellschaft für deutsche Sprache (GfdS) konnte auch mit dem Ausschreiben einer Preisaufgabe keine belegbare Erklärung finden. Eine der ältesten schriftlichen Erwähnungen lässt sich im Satiremagazin Eulenspiegel vom Juni 1959, in der Rubrik Die Theatereule, belegen. Zu Gustav von Wangenheims Studentenkomödie liefert dort der Drehbuchautor, Satiriker und Kritiker Carl Andrießen eine ironisch-abwertende Kritik, die er mit dem Satz beendet: „Am Schluß, wie sichs gehört, Friede, Freude, Eierkuchen und Beifall.“
Friede, Freude, Eierkuchen war das von Dr. Motte ausgerufene Motto der ersten Love Parade im Jahre 1989, das anfangs in erster Linie nötig war, um die Parade als Demonstration deklarieren zu können. Dabei stand „Friede“ für Abrüstung, „Freude“ für Musik als Mittel der Völkerverständigung und „Eierkuchen“ für eine gerechte Nahrungsmittelverteilung.